# Bernard Andreae
Bernard Andreae (Graz, 27 luglio 1930) è un archeologo austriaco.

## Biografia
Bernard Andreae si è laureato nel 1956 a Marburgo, con Friedrich Matz, discutendo una tesi sui sarcofagi romani. Dal 1956 al 1959 fu attivo a Roma presso la sezione dell'Istituto archeologico germanico.
Nel 1962 ottenne l'Habilitation all'insegnamento discutendo una Habilitationsschrift sui sarcofagi e sull'arte romana, e nel 1965 divenne professore presso l'Università della Ruhr a Bochum. Nel 1978 si trasferì all'Università di Marburgo.
Dal 1984 al 1995 Bernard Andreae è stato direttore dell'Istituto archeologico germanico di Roma.
Nel 1991 ha ricevuto l'onorificenza "Pour le Mérite" für Wissenschaften und Künste.
Nel 2008 ha ricevuto la "Gran Croce con placca e nastro di spalla" dell'Ordine al Merito di Germania.
Bernard Andreae è conosciuto per aver scoperto, a Haifa, l'unico ritratto sicuramente attribuibile a Marco Antonio.
Nel 2006, ha appoggiato la tesi di Paolo Moreno secondo cui nella cosiddetta Venere dell'Esquilino sarebbe riconoscibile la copia di una raffigurazione di Cleopatra, collocata da Giulio Cesare nel Tempio di Venere Genitrice a Roma, un riconoscimento tuttavia dibattuto tra gli addetti ai lavori.
Nel 2006 ha curato l'ampia mostra speciale "Cleopatra e i Cesari" allestita dal Bucerius Kunst Forum di Amburgo, in cui esponeva al grande pubblico le sue più recenti teorie.

## Affiliazioni accademiche e onorificenze
- Membro ordinario della Accademia di Scienze e Letteratura di Magonza
- Socio ordinario della Pontificia Accademia Romana di Archeologia
- Socio straniero dell'Accademia di Archeologia, Lettere e Belle Arti di Napoli[1]
- Membro corrispondente della Akademie gemeinnütziger Wissenschaften di Erfurt
- Membro corrispondente dell'Accademia Austriaca delle Scienze

## Opere
- Motivgeschichtliche Untersuchungen zu den römischen Schlachtsarkophagen [Tesi di laurea, Berlino, 1956], Roma, L'Erma di Bretschneider, 1973, ISBN 978-88-7062-099-3.
- Studien zur römischen Grabkunst (= Mitteilungen des Deutschen Archäologischen Instituts, Römische Abteilung. Ergänzungsheft 9, ISSN 0342-1309). Kerle, Heidelberg 1963 (Zugleich: Bonn, Universität, Habilitationsschrift, 1961/1962).
- Römische Kunst (= Ars Antiqua – Große Epochen der Weltkunst). Herder, Freiburg im Breisgau u. a. 1973, ISBN 3-451-16285-7.
- Das Alexandermosaik aus Pompeji. Bongers, Recklinghausen 1977, ISBN 3-7647-0297-4.
- Die römischen Jagdsarkophage (= Die antiken Sarkophagreliefs. Band 1: Die Sarkophage mit Darstellungen aus dem Menschenleben. Teil 2). Gebr. Mann, Berlin 1980, ISBN 3-7861-1264-9.
- L'immagine di Ulisse. Mito e archeologia (Odysseus. Archäologie des europäischen Menschenbildes, 1982), traduzione di Giorgio Bejor, Collana Saggi n.661, Torino, Einaudi, 1983, ISBN 978-88-06-56671-5.
- Die Symbolik der Löwenjagd. Westdeutscher Verlag, Opladen 1985, ISBN 3-531-11955-9.
- Laocoonte e la fondazione di Roma (Laokoon und die Gründung Roms, 1988), traduzione di Mauro Tosti Croce, Collana La Cultura n.97, Milano, Il Saggiatore, 1989, ISBN 978-88-043-1719-7.
- con Gioia de Luca, Nikolaus Himmelmann, Max Kunze, Christa Landwehr, Theun-Mathias Schmidt und Ernst-Ludwig Schwandner: Phyromachos-Probleme. Mit einem Anhang zur Datierung des grossen Altares von Pergamon (= Mitteilungen des Deutschen Archäologischen Instituts, Römische Abteilung. Ergänzungsheft 31). Philipp von Zabern, Mainz 1990, ISBN 3-8053-1126-5.
- Laokoon und die Kunst von Pergamon. Die Hybris der Giganten. Fischer-Taschenbuch-Verlag, Frankfurt am Main 1991, ISBN 3-596-10743-1 (2. Auflage 1996)
- Praetorium speluncae. L'antro di Tiberio a Sperlonga e Ovidio (Praetorium speluncae: Tiberius und Ovid in Sperlonga, 1994), Soveria Mannelli, Rubbettino editore, 1995 ISBN 978-88-7284-389-5
- „Am Birnbaum“. Gärten und Parks im antiken Rom, in den Vesuvstädten und in Ostia (= Kulturgeschichte der antiken Welt. Band 66). Philipp von Zabern, Mainz 1996, ISBN 3-8053-1854-5.
- Der Farnesische Stier. Schicksale eines Meisterwerkes der pergamenischen Bildhauer Apollonios und Tauriskos von Tralleis (= Rombach Wissenschaft. Reihe Quellen zur Kunst. Band 1). Rombach, Freiburg 1996, ISBN 3-7930-9127-9.
- Schönheit des Realismus. Auftraggeber, Schöpfer, Betrachter hellenistischer Plastik (= Kulturgeschichte der antiken Welt. Band 77). Philipp von Zabern, Mainz 1998, ISBN 3-8053-2348-4.
- Odysseus. Mythos und Erinnerung. Philipp von Zabern, Mainz 1999, ISBN 3-8053-2587-8.
- Skulptur des Hellenismus. Hirmer, München 2001, ISBN 3-7774-9200-0.
- Antike Bildmosaiken. Philipp von Zabern, Mainz 2003, ISBN 3-8053-3156-8.
- con Karin Rhein, Kleopatra und die Caesaren, Hirmer, München, dicembre 2006, ISBN 978-3-7774-3245-8.
- con Michael Philipp, Nina Simone Schepkowski und Ortrud Westheider: Malerei für die Ewigkeit. Die Gräber von Paestum. Hirmer, München 2007, ISBN 978-3-7774-3745-3.
- Des Siegers Beute. Die vergoldeten Bronzestatuen von Cartoceto bei Pergola und Gaius Asinius Pollio (= Abhandlungen der Geistes- und Sozialwissenschaftlichen Klasse. Akademie der Wissenschaften und der Literatur Mainz. Jahrgang 2015, Nr. 1). Franz Steiner Verlag, Stuttgart 2015, ISBN 3-515-11068-2.
- Wie Aristoteles ins Museum kam. Zur Gründung der Kunstsammlungen in der Ruhr-Universität Bochum im Jahr 1965 (= Abhandlungen der Geistes- und Sozialwissenschaftlichen Klasse. Akademie der Wissenschaften und der Literatur Mainz. Jahrgang 2016, Nr. 3). Franz Steiner Verlag, Stuttgart 2016, ISBN 3-515-11489-0.

### Curatele
- (a cura di Bernard Andreae e Helmut Kyrieleis), Neue Forschungen in Pompeji und den anderen vom Vesuvausbruch 79 n. Chr. verschütteten Städten (Recklinghausen 1975)